# La Roche du Feu
La Roche du Feu ist ein Pseudodolmen im gleichnamigen Naturschutzgebiet auf einem Berg der Montagnes Noires (deutsch „Schwarze Berge“) südlich von Gouézec im Département Finistère in der Bretagne in Frankreich. Auf 281 Metern liegt der höchste Punkt der Montagnes Noires und bietet einen Blick auf das Vallée de l’Aulne (Tal), die Monts d’Arrée und die Bucht von Douarnenez.
Während der Invasionen der Wikinger standen Wächter hier und auf dem 330 m hohen Ménez-Hom, die durch Feuer, die im gesamten Châteaulin Becken zu sehen waren, die Bewohner warnten. Der Ort wurde daher (bretonisch Karreg an Tan – deutsch Feuerberg – französisch Roche du Feu) genannt.
In der Nähe liegt die Allée couverte von Loch-ar-Ronfl.